# Sint-Pieterskerk (Calais)
De Sint-Pieterskerk (Église Saint-Pierre) is een rooms-katholieke kerk in de Franse stad Calais, en was oorspronkelijk de parochiekerk van het ooit zelfstandige dorp Saint-Pierre-lès-Calais.

## Geschiedenis
De Sint-Pietersparochie was oorspronkelijk bekend onder de naam Pétresse of Piternesse en werd al in 668 genoemd. Deze omvatte het gebied van Marck tot Coquelles en naar het noorden tot aan de stadsmuren van Calais. De kerk was afhankelijk van de Sint-Bertinusabdij te Sint-Omaars. Einde 9e eeuw werd Petresse verwoest door de Noormannen. Daarna volgde herbouw. Aan de rechten van de Sint-Bertinusabdij kwam een einde toen de Engelsen, in 1347, dit gebied veroverden. De toren was 11e-eeuws en in de 17e eeuw werd de kerk gerestaureerd. Het was een in wezen eenbeukige kerk met een kleine zijbeuk.
Begin 19e eeuw veranderde het dorp van boeren en tuinders in een dicht bevolkte voorstad van Calais en als gevolg hiervan werd de kerk veel te klein. Een stuk grond werd geschonken waarop niet alleen een grote kerk, maar ook een gemeentehuis en een groot plein zou worden aangelegd. Naar ontwerp van Eugène Boeswillwald, leerling van Viollet-le-Duc, werd in 1862 begonnen met de bouw van de kerk. In 1870 werd deze ingezegend. In 1882 werd de oude kerk gesloopt.
De nieuwe kerk liep schade op tijdens de bombardementen van 25 februari 1945. Gedurende de jaren '60 van de 20e eeuw werd de kerk gerestaureerd.

## Gebouw
Het betreft een neogotische kruiskerk, welke een breed schip en twee zijbeuken bezit. De voorgebouwde toren is 65 meter hoog en is geïnspireerd door de kerktoren van Caen. De vijf klokken zijn afkomstig van de oude kerk, de oudste is van 1757. Als materiaal is de witte steen uit de streek gebruikt, ingelegd met rode baksteen. Het kerkmeubilair is neogotisch en geïnspireerd op 13e-eeuwse gotiek. De glas-in-loodramen zijn aangebracht na de Tweede Wereldoorlog en het orgel is van 1869.